# Косса (футбольний клуб)
Футбольний клуб Косса Хоніара або просто «Косса» (англ. Kossa Football Club Honiara) — напівпрофесіональний футбольний клуб з міста Хоніара з Телеком С-Ліги.

## Історія
З 2004 по 2006 роки команда виступала під назвою «Файрвест».
У 2007 році клуб вперше у своїй історії став переможцем національного чемпіонату, перемігши в фінальному поєдинку «Колоале». Завдяки перемозі у національному чемпіонаті в сезоні 2007/08 років клуб стартував у Лізі чемпіонів ОФК.
У жовтні 2007 року «Косса» дебютував у О-Лізі, зігравши вдома в нічию (1:1) з клубом «Тафеа» з Вануату. А потім здобули перемогу над «Ба». У фінальному протистоянні «Косса» за сумою двох поєдинків поступився представнику Нової Зеландії, «Уайтакере Юнайтед». Перший матч у Хоніарі «Косса» виграв з рахунком 3:1, а в другому поєдинку, в місті Уайтакере, поступилися з рахунком 1:5.

## Досягнення
- Телеком С-Ліга
  -  Чемпіон (1): 2006/07
  -  Срібний призер (1): 2013/14
  -  Бронзовий призер (2): 2009/10, 2010/11

- Чемпіонат Хоніари з футболу
  -  Чемпіон (1): 2008/09

- Ліга чемпіонів ОФК
  -  Фіналіст (1): 2007/08

## Статистика виступів на континентальних турнірах
- Ліга чемпіонів ОФК: 1 виступ

Фіналіст у 2008 році

## Відомі гравці
До списку потрапили гравці, які мають досвід виступів у національних збірних
- Майкл Босо
- Джуніор Альберт
- Чарлі Отайнао